# Metaphycus argyrocomus
Metaphycus argyrocomus är en stekelart som först beskrevs av Compere 1947.  Metaphycus argyrocomus ingår i släktet Metaphycus och familjen sköldlussteklar. Inga underarter finns listade i Catalogue of Life.